# Ковальов Олександр Глібович
Олекса́ндр Глі́бович Ковальо́в (31 березня 1930 — 1999) — український художник кіно.
Художник-постановник найкращих картин Ролана Бикова:
- «Айболить-66»,
- «Увага, черепаха!»,
- «Пропало літо»,
- «Автомобіль, скрипка і собака Пляма» .